# Francis Arthur Carvalho
Francis Arthur Carvalho (* 2. Dezember 1886 in Villenour, Französisch-Indien; † 2. August 1979) war ein indischer römisch-katholischer Geistlicher und Weihbischof in Madras-Mylapore.

## Leben
Francis Arthur Carvalho empfing am 11. März 1911 das Sakrament der Priesterweihe.
Am 13. Dezember 1952 ernannte ihn Papst Pius XII. zum Titularbischof von Demetrias und zum Weihbischof in Madras-Mylapore. Der Erzbischof von Madras-Mylapore, Louis Mathias SDB, spendete ihm am 19. März 1953 die Bischofsweihe; Mitkonsekratoren waren der Bischof von Bangalore, Thomas Pothacamury, und der Bischof von Tiruchirappalli, James Mendonça.
Papst Paul VI. nahm 1965 das von Francis Arthur Carvalho aus Altersgründen vorgebrachte Rücktrittsgesuch an.